# Gemeinderatswahl in Graz 2008
- KPÖ: 6
- GRÜNE: 8
- SPÖ: 11
- ÖVP: 23
- BZÖ: 2
- FPÖ: 6

- KPÖ: 1
- GRÜNE: 1
- SPÖ: 2
- ÖVP: 4
- FPÖ: 1

Die Grazer Gemeinderatswahl 2008 fand am 20. Jänner 2008 statt. Gleichzeitig mit den Gemeinderatswahlen wurden in Graz die Bezirksvertretungen und der MigrantInnenbeirat gewählt. Bei den Gemeinderatswahlen ging die ÖVP als klarer Sieger hervor, während die schweren Verluste der SPÖ zum Rücktritt des Vizebürgermeisters und Parteiobmanns Walter Ferk führten. Neben der SPÖ verzeichnete auch die KPÖ schwere Verluste. Sie fiel hinter die Grünen zurück, die die größten Zugewinne verbuchten. Die FPÖ blieb hinter den Erwartungen zurück, das BZÖ zog erstmals in den Gemeinderat ein. Bei den Wahlen der Bezirksvertretungen erlitt die SPÖ wie bei den Gemeinderatswahlen starke Verluste. Sie verlor in vier von sechs Bezirken ihre Bezirksvorsteher und konnte lediglich jene in den Bezirken Lend und Wetzelsdorf behaupten. Die ÖVP sicherte sich die Bezirksvorsteher in allen anderen fünfzehn Bezirken.
Europaweite Aufmerksamkeit erregte der Grazer Gemeinderatswahlkampf nach umstrittenen Aussagen der FPÖ-Spitzenkandidatin Susanne Winter, die den Islam als „totalitäres Herrschaftssystem“ bezeichnete, der dorthin zurückgeworfen werden müsse, „wo er hergekommen ist, hinter das Mittelmeer“. Den Propheten Mohammed bezeichnete sie zudem als „Feldherrn“, der den Koran „in epileptischen Anfällen“ geschrieben habe.

Mandatsverteilung nach den Gemeinderatswahlen 2008

## Voraussetzungen

### Ausgangslage

Mandatsverteilung nach den Gemeinderatswahlen 2003

Aus den Gemeinderatswahlen 2003 war die ÖVP als große Siegerin hervorgegangen. Sie hatte FPÖ und SPÖ überholt und mit 36,1 Prozent der Stimmen den Posten des Bürgermeisters errungen sowie zwei Stadträte gewonnen. Die SPÖ musste nach dem Abgang von Langzeitbürgermeister Alfred Stingl einen Verlust von 5 Prozent der Stimmen hinnehmen und kam nur noch auf 25,9 Prozent. Sie verlor neben dem Anspruch auf den Bürgermeister auch einen Stadtrat. Noch stärkere Verluste hatte die FPÖ erlitten, die beinahe 19 Prozent der Stimmen verlor und mit 8,0 Prozent drei Viertel ihrer Mandate und alle drei Stadträte einbüßte. Von den Verlusten profitierte insbesondere die KPÖ, die unter dem populären Wohnbaustadtrat Ernest Kaltenegger ihren Stimmanteil auf 20,8 Prozent mehr als verdoppeln konnte und zwei Stadträte gewann. Die Grünen, die 1998 noch als Alternative Liste Graz angetreten waren, gewannen leicht und erreichten 8,3 Prozent. Graz wurde in der Folge von einer ÖVP-SPÖ Koalition regiert.

### Wahlrecht
Bei den Bezirksvertretungs- und Gemeinderatswahlen 2008 in Graz waren alle Personen aktiv wahlberechtigt, die am Stichtag (9. November 2007) ihren Hauptwohnsitz in Graz hatten, Staatsbürger eines EU-Landes waren und am Wahltag das 16. Lebensjahr vollendet hatten. Alle Wahlberechtigten wurden von der Stadt Graz automatisch in einem Wählerverzeichnis erfasst. Die erfassten Personen wurden in Form einer „Hauskundmachung“ an den Hauptwohnsitzen per Anschlag veröffentlicht.
Das passive Wahlrecht können laut der Gemeindewahlordnung alle Staatsbürger der Mitgliedstaaten der Europäischen Union ausüben, die selbst aktiv wahlberechtigt sind, vor dem 1. Jänner des Wahljahres das 19. Lebensjahr vollendet und in ihrem Heimatstaat nicht das passive Wahlrecht verloren haben.
Parallel wurden die Wahlen zum MigrantInnenbeirat abgehalten. Es galten dieselben Kriterien, jedoch waren hier nur Personen wahlberechtigt, die Staatsbürger eines Nicht-EU-Landes waren.

### Wahlgang
Die Wahlberechtigten konnten bereits rund eine Woche vor dem eigentlichen Wahltag ihre Stimme abgeben. Am Freitag, dem 11. Jänner standen zwischen 13.00 und 20:00 Uhr die 17 Bezirksämter sowie Servicestellen und das Rathaus zur Stimmabgabe offen. Unter Vorlage eines amtlichen Lichtbildausweises konnte unter freier Wahl des Wahllokals gewählt werden. Die Möglichkeit der früheren Stimmabgabe nutzten 6.069 Wahlberechtigte. Ihre Stimmen wurden bis zum Wahltag unter Verschluss gehalten und am eigentlichen Wahltag, dem 20. Jänner, nach Wahlschluss gemeinsam mit den abgegebenen Stimmen ausgezählt. Am eigentlichen Wahltag standen die Wahllokale zwischen 7:00 und 16:00 Uhr offen. Die Möglichkeit einer verfrühten Stimmabgabe war ursprünglich an Stelle der erst 2007 beschlossenen Briefwahl eingeführt worden. Bei der Grazer Gemeinderatswahl war jedoch erstmals auch die Wahl per Wahlkarte im In- und Ausland möglich. 5.135 Wahlkarten wurden im Vorfeld des 20. Jänner ausgegeben, die mittels Briefwahl oder bei einem Hausbesuch durch die Wahlbehörde abgegeben werden konnten. Die per Briefwahl abgegebenen Stimmen mussten zusammen mit einer eidesstattlichen Erklärung bis zum 23. Jänner, 14:00 Uhr bei der Stadtwahlbehörde eintreffen, um als gültige Stimmen gewertet zu werden. Letztlich wurden 3.139 per Briefwahl abgegebene Stimmen bei der Stadtwahlbehörde gezählt.
Die Stimmabgabe erfolgte mit jeweils einem Stimmzettel für die Wahl zum Gemeinderat beziehungsweise für die Wahl zur Bezirksvertretung. Auf den Stimmzetteln konnten die Wähler zudem einem Kandidaten der gewählten Partei eine Vorzugsstimme verleihen, wobei die wählbaren Kandidaten in der Wahlzelle angeschlagen waren.

## Wahlkampf

### Wahlkampfausgaben
Nach den Eigenangaben der wahlwerbenden Parteien und anderen Angaben wurden im Wahlkampf für die Gemeinderatswahlen 2008 rund 2,6 Millionen Euro ausgegeben. Gegenüber 2003 bedeutete dies einen Rückgang um 400.000 Euro. Mit rund einer Million Euro wendete die ÖVP die höchsten Mittel auf. Die SPÖ gab im Wahlkampf 600.000 Euro aus, wobei gegenüber 2003 rund 150.000 Euro gespart wurden. Laut Angaben der Grazer Woche gab die FPÖ 350.000 Euro aus Krediten für den Wahlkampf aus, nachdem sie sich den Wahlkampf 2003 noch 600.000 Euro hatte kosten lassen. Die Grünen stellten für ihr Wahlkampfbudget rund 150.000 Euro auf, 50.000 Euro weniger als 2003. Die Grazer KPÖ steckte 2007/08 rund 280.000 Euro in den Wahlkampf und gab damit um 30.000 Euro mehr aus als geplant, konnte den Wahlkampf nach dem Einzug in den Landtag aber aus Eigenmitteln bestreiten. Das BZÖ, bisher nicht im Gemeinderat vertreten, gab für den Wahlkampf rund 300.000 Euro aus. Seinen Wahlkampf finanzierte das BZÖ laut eigenen Angaben aus Zuwendungen und Solidaritätsbeiträgen der Funktionäre. Ein Werbefachmann beurteilte die Angaben der Parteien jedoch als teilweise untertrieben und hielt bei den größeren Parteien das Doppelte bis Dreifache an Ausgaben gegenüber den Eigenangaben für möglich.

### Umfragen
Nach einer Umfrage des Meinungsforschungsinstitutes OGM für die Kleine Zeitung aus dem Oktober 2007 lag die ÖVP zu Beginn des Wahlkampfs mit rund 33 Prozent deutlich unter ihrem Wahlergebnis von 2003. Die SPÖ konnte demgegenüber leicht auf 28 Prozent zulegen, während die KPÖ nach dem Wechsel von Ernest Kaltenegger in den Landtag starke Verluste erlitt und auf 15 Prozent rutschte. Die Grünen konnten nur leicht auf 9 Prozent zulegen und wurden in der Umfrage von der FPÖ mit 13 Prozent überholt. Das BZÖ erreichte lediglich 2 Prozent.
Im Jänner 2008 veröffentlichte die Kleine Zeitung erneut eine OGM-Umfrage, der zufolge die ÖVP weiter auf 32 Prozent sank. Die SPÖ stagnierte bei 28 Prozent, die KPÖ sank deutlich auf 13 Prozent, während die Grünen auf 11 Prozent aufholten und die FPÖ bei 13 Prozent blieb. Dem BZÖ wurden 3 Prozent prognostiziert. Am 10. Jänner 2008 veröffentlichte der Kurier eine Umfrage des Meinungsforschungsinstitutes Integral auf Basis von 507 Befragten. Diese Umfrage sagte der ÖVP mit 35 Prozent nur geringe Verluste voraus und sah die SPÖ mit 26 Prozent auf dem Ergebnis von 2003. Die KPÖ würde der Umfrage zufolge auf 12 Prozent abstürzen und von den Grünen überholt werden. Die FPÖ lag in der Umfrage bei 11 Prozent, das BZÖ bei 3 Prozent.

### Wahlkampfbarometer
Die Stadt Graz, die sich laut ihrer Selbstdefinition als „Stadt der Menschenrechte“ bezeichnet, hatte bereits 2001 per Gemeinderatsbeschluss die „Grazer Menschenrechtserklärung“ verlautbart. Im Geiste dieser Veröffentlichung und dem im Juni 2006 per Gemeinderatsbeschluss erfolgten Beitritt zur „Europäischen Städtekoalition gegen Rassismus“ rief die Stadt Graz für die Grazer Gemeinderatswahlen das sogenannte Wahlkampfbarometer ins Leben. Der Menschenrechtsbeirat der Stadt Graz, Herausgeber des Wahlkampfbarometers, beurteilte zwischen Juni 2007 und Jänner 2008 das Wahlkampfverhalten der wahlwerbenden Parteien sowie den Wahlkampf insgesamt. Hierzu bewertete der Menschenrechtsbeirat, der sich aus 25 von Bürgermeister Siegfried Nagl nominierten Personen aus Politik, Behörden und zivile Einrichtungen zusammensetzt, Wahlkampfmaterialien und Aussagen der Politiker und vergab als Bewertung rote, gelbe und grüne Ampeln.
Der Wahlkampf wurde in den drei Beobachtungszeiträumen bis 10. Jänner 2008 mit einer grünen Ampel ausgezeichnet. Diese Beurteilung wurde jedoch nur getroffen, da sich ÖVP, SPÖ, KPÖ und Grüne klar vom Wahlkampf der FPÖ und des BZÖ abgrenzten. Der Wahlkampf der FPÖ und des BZÖ wurde mehrfach mit einer roten Ampel beurteilt, unter anderem da der Wahlkampf der FPÖ als „Hetzkampagne“ klassifiziert wurde und das BZÖ insgesamt „populistisch ausländerfeindlich“ agierte. In der Endphase des Wahlkampfes änderte der Menschenrechtsbeirat die Beurteilung des Wahlkampfs nach den Äußerungen der FPÖ-Spitzenkandidatin über den Islam auf „gelb“. Neben einer roten Ampel für die islamfeindlichen Aussagen der FPÖ wertete der Menschenrechtsbeirat die klare Abgrenzung von ÖVP, SPÖ, KPÖ und Grüne positiv und verzichtete auf die Beurteilung der Gesamtsituation mit einer roten Ampel.

## Wahlwerbende Parteien (offizielle Listenbezeichnung)

### Liste 1, Sozialdemokratische Partei Österreichs (SPÖ)
Die Sozialdemokratische Partei Österreichs hatte nach dem Rückzug von Bürgermeister Alfred Stingl vor den Wahlen 2003 den Bürgermeister an die ÖVP verloren. Die SPÖ trat nach 2003 auch 2008 mit ihrem parteiintern nicht unumstrittenen Vizebürgermeister Walter Ferk an.
Die Grazer SPÖ präsentierte ihr Programm für die Gemeinderatsperiode 2008 bis 2013 am 4. Dezember 2007 der Öffentlichkeit, das unter dem Slogan „Machen wir Graz zur Sozialstadt Nummer 1 in Österreich“ stand. Als zentrale Anliegen verfolgte die Grazer SPÖ die Themen Armutsbekämpfung, Forcierung des sozialen Wohnbaus, Attraktivierung des Wirtschaftsstandortes Graz und Ausbau der Anzahl der Arbeitsplätze. Weitere Anliegen waren Maßnahmen zur Lehrlingsausbildung und Frauenbeschäftigung, die Budgetsanierung sowie eine Verbesserung des öffentlichen Verkehrs.

### Liste 2, Österreichische Volkspartei – Bürgermeister Nagl (ÖVP)
Unter Siegfried Nagl hatte die Österreichische Volkspartei 2003 überraschend die SPÖ als stärkste Partei abgelöst. Im Wahlkampf 2008 arbeitete die ÖVP stark mit dem Amtsbonus von Bürgermeister Nagl. In ihrem Wahlprogramm setzte die ÖVP auf die Themen „Chancen für die Zukunft“, Lebensqualität, Familie, Sicherheit und Generationen. Ähnlich wie FPÖ und BZÖ trat auch die ÖVP für ein Bettelverbot in Graz ein.
In den Umfragen lag die ÖVP im Jänner 2008 leicht unter ihrem Ergebnis von 2003. Im Falle seiner Wiederwahl sprach sich Bürgermeister Nagl für eine Koalition mit den Grazer Grünen aus, da sich SPÖ und KPÖ selbst ausgeschlossen hätten, die FPÖ „gar nicht vorstellbar“ wäre und das BZÖ wenig zu einer stabilen Koalition beitragen könne.

### Liste 3, Kommunistische Partei Österreich – Elke Kahr (KPÖ)
Die Kommunistische Partei Österreichs hatte 2003 unter Wohnbaustadtrat Ernest Kaltenegger rund 13 Prozent an Stimmen dazugewonnen und damit 20,8 Prozent der Stimmen erreicht. Nach dem Wechsel Kalteneggers in den steirischen Landtag wurde Klubobfrau Elke Kahr zu seiner Nachfolgerin bestimmt. Sie setzte Kalteneggers soziale Arbeit als Wohnbaustadträtin fort und spendete wie er Teile ihres Stadtratgehalts an bedürftige Menschen. Als Spitzenkandidatin konnte sie den Umfragen zufolge jedoch nicht an die Popularität ihres Vorgängers anschließen. Lag die KPÖ Graz im Oktober 2007 noch bei 15 Prozent, so fiel sie in den Umfragen im Jänner 2008 auf 12 bis 13 Prozent zurück und hätte demzufolge mit den Grünen und der FPÖ um den dritten Platz kämpfen müssen.
Unter der ungünstigen Ausgangsposition legte Elke Kahr das Halten der dritten Position als Wahlkampfziel fest. In ihrem Wahlkampf positionierte sie die KPÖ als soziales Gewissen von Graz und trat gegen Politikerprivilegien, Postenschacher sowie den Verkauf von Gemeindeeigentum auf. Des Weiteren trat die KPÖ für den Ankauf von Grundstücken und den Bau von Gemeindewohnungen ein.

### Liste 4, Die Grünen – Alternative Liste Graz (GRÜNE)
Die Grünen traten bei den Gemeinderatswahlen 2008 mit der bis dahin weitgehend unbekannten Spitzenkandidatin Lisa (Elisabeth) Rücker an. Im Wahlkampf thematisierten die Grünen insbesondere die Feinstaubproblematik und den Klimaschutz und setzten auf eine Einschränkung des Autoverkehrs und die Förderung des nichtmotorisierten Individualverkehrs. Ein zweites wichtiges Themenfeld im Wahlkampf war das Eintreten für eine nachhaltige und systematische Integrationspolitik. Gleichzeitig grenzten sich die Grünen sehr stark vom als ausländerfeindlich eingestuften Wahlkampf von FPÖ und BZÖ ab.
Während des Wahlkampfs trat der ÖVP-Bürgermeister Nagl für eine Koalition mit den Grünen ein. Während sich der Grüne Bundessprecher Alexander Van der Bellen für eine Koalition mit der ÖVP aussprach, reagierten die Grazer Grünen „skeptisch, aber nicht gänzlich ablehnend“ auf die Aussagen Nagls. Eine Koalition wäre nach einer Aussendung der Grazer Grünen nur möglich, wenn sich die ÖVP von ihrer bisherigen Politik verabschieden würde und vor allem in gesellschaftspolitischen Bereichen anders agieren würde.

### Liste 5, Freiheitliche Partei Österreichs (FPÖ)
Die Freiheitliche Partei Österreichs hatte bei den Wahlen 2003 rund 19 Prozentpunkte verloren und war aus der Stadtregierung ausgeschieden. Nach der Abspaltung des BZÖ wurde die Bezirkssprecherin Susanne Winter 2006 von Landesparteiobmann Gerhard Kurzmann als Stadtparteiobfrau geholt. Unter Winter positionierte sich die Grazer FPÖ als „soziale Heimatpartei“, wobei die FPÖ auf einen klassischen „Ausländerwahlkampf“ setzte. Bestimmende Themen waren dabei der Kampf gegen die „organisierte Bettelei“ durch slowakische Roma in Graz und der „Kampf gegen den Islam“. So forderte die FPÖ ein umfassendes Bettelverbot und ein Moscheenverbot für Graz. Zudem forderte die FPÖ die Vergabe von Gemeindewohnungen nur noch an Staatsbürger und ein verstärktes Einschreiten gegen „Asylmissbrauch“. Darüber hinaus thematisierte die FPÖ den Kampf gegen die Armut, kritisierte das Fehlen von Arbeitsplätzen und trat gegen Teuerungen bei den Tarifen für den öffentlichen Verkehr sowie die Erhöhungen der Wasser-, Müll-, Bestattungs- und Kanalgebühren auf.
Für ihren Wahlkampf wurde die FPÖ vom Grazer Menschenrechtsbeirat mehrmals mit einer „roten Ampel“ beurteilt. Unter anderem wurde die „ungeheuerliche Ideologisierung und ein erschreckender Hass gegenüber allen Andersdenkenden, Andersgläubigen, Zugewanderten“ verurteilt und „massive Angriffe auf die Menschenwürde nicht-weißer MitbürgerInnen und gegen Muslime“ festgestellt. Bei ihrer Rede am Neujahrstreffen der FPÖ in Graz bezeichnete Winter zudem den Propheten Mohammed als „Kinderschänder“, der den Koran in „epileptischen Anfällen“ geschrieben habe. Winters Rede, die österreichweit scharfe Kritik aus allen politischen und gesellschaftlichen Lagern nach sich zog, wurde als gezielte Provokation in der Endphase des Wahlkampfs gewertet, um insbesondere das BZÖ in Graz zu marginalisieren. ÖVP, SPÖ, KPÖ und Grüne hatten bereits zuvor betont, nach der Wahl nicht mit der FPÖ im Gemeinderat zusammenarbeiten zu wollen.
Als Wahlziel nannte Spitzenkandidatin Susanne Winter „zehn Prozent plus X, und das X möglichst groß“. Eine OGM-Umfrage attestierten der FPÖ sowohl im Oktober 2007 als auch im Jänner 2008 13 Prozent der Stimmen und damit starke Gewinne. Eine Integral-Umfrage sah die FPÖ im Jänner 2008 bei 11 Prozent.

### Liste 6, BZÖ – Wir säubern Graz (BZÖ)
Das BZÖ trat bei den Gemeinderatswahlen mit dem Spitzenkandidaten Gerald Grosz an. Grosz war 2005 von der FPÖ zum BZÖ übergetreten und Bündnisobmann des BZÖ Steiermark geworden. 2007 wurde er zum Spitzenkandidaten des BZÖ Graz gewählt. Da es seit der Gründung des BZÖ keine Gemeinderatswahlen in Graz gegeben hatte, kämpfte das BZÖ um den erstmaligen Einzug in den Gemeinderat. Die Umfragen prognostizierten dem BZÖ im Vorfeld des Wahltages ein Ergebnis zwischen 2 und 3 Prozent der Stimmen.
In seinem Wahlkampf setzte das BZÖ auf ähnliche Themen wie die FPÖ, wobei das Wahlprogramm unter dem Wahlslogan „Wir säubern Graz“ stand. In einer ersten Plakatserie postulierte das BZÖ den Kampf gegen die „organisierte Bettlerkriminalität“ und den Kampf gegen „Drogendealer“. Des Weiteren wollte das BZÖ Graz von „Sozialschmarotzern“, „kriminellen Asylbanden“, „Privilegienfilz“, Teuerungen bei Gebühren, „Schuldenmacherei“, Arbeitslosigkeit und Feinstaub „säubern“.
Der Wahlkampfstil des BZÖ wurde vom Menschenrechtsbeirat der Stadt Graz wiederholt mit einer „roten Ampel“ beurteilt. So wurde beispielsweise die Integrations-, Sicherheits- und Sozialpolitik des BZÖ wegen „fortdauernder und nachdrücklicher Diskriminierung und rassistischer Belästigung von Personen anderer kultureller, nationaler oder ethnischer Herkunft sowie aufgrund der Hautfarbe“ verurteilt.

### Weitere Parteien
Neben den etablierten Parteien traten bei den Grazer Gemeinderatswahlen 2008 vier weitere Listen an. Auf dem siebten Listenplatz kandidierte der ehemalige Pächter des Grazer Schlossbergrestaurants Erich Wegscheidler unter der Bezeichnung „Wegscheidler“. Er plakatierte in Graz den Slogan „Reichtum umverteilen, nicht Armut“. Dahinter kandidierte die Österreichische Autofahrer- und Bürgerinteressenpartei (ÖAPB) mit ihrem Spitzenkandidaten Baldur Platzer. Die ÖAPB trat für die Abschaffung der „Grünen Zonen“ (bewirtschafteter Parkraum vor allem für Pendler) und die Reduzierung der „Blauen Zonen“ (Kurzparkzonen) ein. Die ÖAPB hatte 1993 zwei, 1998 ein Mandat im Gemeinderat errungen. Auf Platz neun der Wahlliste warb der Künstler Peter Pailer mit der Namensliste Peter Pailer (SALZ) um Stimmen. Pailer, der über kein Programm verfügte, trat während des Wahlkampfs aktionistisch auf und wollte nach eigenen Aussagen das Salz im ÖVP/SPÖ-dominierten Gemeinderat sein. Auf den zehnten Listenplatz war schließlich die studentisch geprägte Zentrumspartei Austria (ZPA) gereiht.

## Wahlergebnis

### Gemeinderatswahl

Stärkste Parteien in den Bezirken nach den Gemeinderatswahlen

Bei den Grazer Gemeinderatswahlen waren 198.020 Personen wahlberechtigt. Von ihrem Wahlrecht machten lediglich 114.654 Personen Gebrauch, womit die Wahlbeteiligung mit 57,90 Prozent leicht unter jener von 2003 lag (58,37 Prozent). Die ÖVP ging wie 2003 als Gewinner aus den Wahlen hervor. Sie erreichte 38,4 Prozent der Stimmen und konnte entgegen der leicht negativen Umfragewerte um 2,3 Prozent der Stimmen und von 21 auf 23 Mandate zulegen. Die SPÖ erreichte wie 2003 den zweiten Platz, verlor jedoch erneut massiv an Stimmen, obwohl ihr die Umfragen Gewinne vorausgesagt hatten. Das Endergebnis von 19,7 Prozent bedeutete das schlechteste Ergebnis der SPÖ Graz in ihrer Geschichte. Mit einem Minus von 6,2 Prozent der Stimmen verlor die SPÖ vier ihrer fünfzehn Mandate sowie einen von drei Stadträten. Auch die KPÖ erlitt nach dem Abgang Ernest Kalteneggers schwere Verluste. Sie büßte 11,2 Prozent der Stimmen ein und verlor damit beinahe die Hälfte ihrer Stimmen. Zudem schrumpfte die Mandatszahl der KPÖ von zwölf auf sechs Mandate und sie verlor einen von zwei Stadträten. Die Grünen verzeichneten den höchsten Stimmenzuwachs und wuchsen von 8,3 Prozent auf 14,6 Prozent der Stimmen. Sie überholten damit die KPÖ und verdoppelten ihre Mandatszahl auf acht. Zudem errangen die Grüne erstmals den Anspruch auf einen Stadtrat. Die FPÖ gewann bei den Wahlen mit 2,9 Prozent weniger als prognostiziert und erreichte 10,9 Prozent der Stimmen. Sie steigerte sich dadurch von vier auf sechs Mandate und erreichte wieder einen Sitz im Stadtrat. Das BZÖ schaffte entgegen den Umfragewerten den Einzug in den Gemeinderat und erhielt mit 4,3 Prozent zwei Mandate.
Der Wahlsieger ÖVP konnte bei den Gemeinderatswahlen in sechzehn der siebzehn Bezirke eine relative Mehrheit erreichen und löste die SPÖ in den Bezirken Gries, Liebenau und Wetzelsdorf als stärkste Partei ab. Ihre besten Wahlergebnis erzielte die ÖVP in den Bezirken Mariatrost (51,01 Prozent) und Waltendorf (48,31 Prozent). Die stärksten Zugewinne verzeichnete die ÖVP in den Bezirken Liebenau und Innere Stadt mit 4,36 Prozent bzw. 3,56 Prozent, Verluste erlitt sie in Puntigam (−1,27 Prozent) und Gries (−0,84 Prozent). Die SPÖ konnte bei den Gemeinderatswahlen nur noch im Bezirk Lend eine relative Mehrheit verteidigen, wo sie mit 27,84 Prozent ihr bestes Bezirksergebnis erreichte. Das schlechteste Ergebnis erreichte die SPÖ in der ÖVP-Hochburg Mariatrost mit 9,76 Prozent, die stärksten Verluste erlitt die Partei im Bezirk Puntigam (−9,49 Prozent). Die Grünen erreichten ihre besten Ergebnisse in den Bezirken St. Leonhard, Geidorf und St. Peter, wo sie jeweils mehr als 20 Prozent erreichten. Die schwächsten Ergebnisse fuhren die Grünen im Südwesten der Stadt (Puntigam, Wetzelsdorf und Straßgang) mit unter 10 Prozent der Stimmen ein. Die KPÖ erreichte ihr bestes Ergebnis mit jeweils rund 14 Prozent der Stimmen in den Bezirken Innere Stadt, Gries und Jakomini, FPÖ und BZÖ erzielten ihren höchsten Stimmanteil im Bezirk Puntigam (17,08 Prozent bzw. 6,97 Prozent).
| Partei       | Ergebnisse 2008 | Ergebnisse 2008 | Ergebnisse 2008 | Ergebnisse 2003 | Ergebnisse 2003 | Ergebnisse 2003 | Differenzen | Differenzen |
| ------------ | --------------- | --------------- | --------------- | --------------- | --------------- | --------------- | ----------- | ----------- |
|              | Stimmen         | %               | Mand.           | Stimmen         | %               | Mand.           | %           | Mand.       |
| Gesamt       | 114.654         |                 |                 | 109.335         |                 |                 |             |             |
| Ungültig     | 1.879           |                 |                 | 1.279           |                 |                 |             |             |
| Gültig       | 112.775         |                 |                 | 108.056         |                 |                 |             |             |
| SPÖ          | 22.266          | 19,74 %         | 11              | 27.975          | 25,89 %         | 15              | −6,15 %     | −4          |
| ÖVP          | 43.274          | 38,37 %         | 23              | 39.029          | 36,12 %         | 21              | 2,25 %      | 2           |
| KPÖ          | 12.611          | 11,18 %         | 6               | 22.425          | 20,75 %         | 12              | −9,57 %     | −6          |
| GRÜNE        | 16.416          | 14,56 %         | 8               | 8.930           | 8,26 %          | 4               | 6,30 %      | 4           |
| FPÖ          | 12.235          | 10,85 %         | 6               | 8.626           | 7,98 %          | 4               | 2,87 %      | 2           |
| BZÖ          | 4.857           | 4,31 %          | 2               | n.k.            |                 |                 |             |             |
| Wegscheidler | 231             | 0,20 %          | 0               | n.k.            |                 |                 |             |             |
| ÖABP         | 556             | 0,49 %          | 0               | n.k.            |                 |                 |             |             |
| SALZ         | 218             | 0,19 %          | 0               | n.k.            |                 |                 |             |             |
| ZPA          | 111             | 0,10 %          | 0               | n.k.            |                 |                 |             |             |

### Bezirksvertretungswahl
Bei der Bezirksvertretungswahl büßte die SPÖ ihre Vormachtstellung in mehreren Bezirken ein. Sie verlor die Bezirksvorsteher in den Bezirken Gries, Liebenau, Eggenberg und Straßgang. Lediglich in Lend konnte die SPÖ die relative Mehrheit halten, wo sie weiterhin den Bezirksvorsteher stellt. Zusätzlich stellt die SPÖ noch in Wetzelsdorf den Bezirksvorsteher der von einem ÖVP Bezirksrat mitgewählt wurde. Insgesamt verlor die SPÖ 11 ihrer 50 Bezirksratmandate. Von den Verlusten der SPÖ profitierte insbesondere die ÖVP, die alle Bezirksvorsteher dazugewann, die die SPÖ verloren hatte. Die ÖVP gewann zudem acht Bezirksratmandate hinzu und stellt mit 75 Bezirksräten rund 45 Prozent aller Bezirksräte in Graz. Die Grünen steigerten sich von 16 auf 23 Mandate, die FPÖ von 7 auf 13 Mandate.
| Bezirk | SPÖ     | ÖVP     | KPÖ     | GRÜNE   | FPÖ     | BZÖ    |
| ------ | ------- | ------- | ------- | ------- | ------- | ------ |
| I.     | 12,72 % | 42,59 % | 14,20 % | 20,90 % | 09,59 % | n.k.   |
| II.    | 12,33 % | 43,38 % | 12,27 % | 24,74 % | 07,28 % | n.k.   |
| III.   | 14,32 % | 43,79 % | 10,48 % | 23,01 % | 08,39 % | n.k.   |
| IV.    | 29,48 % | 28,93 % | 13,16 % | 14,06 % | 14,37 % | n.k.   |
| V.     | 26,97 % | 28,43 % | 16,19 % | 13,02 % | 15,38 % | n.k.   |
| VI.    | 22,76 % | 33,82 % | 14,55 % | 17,24 % | 11,63 % | n.k.   |
| VII.   | 29,45 % | 39,53 % | 09,26 % | 07,92 % | 13,84 % | n.k.   |
| VIII.  | 15,13 % | 47,59 % | 08,25 % | 20,91 % | 08,13 % | n.k.   |
| IX.    | 17,12 % | 47,88 % | 08,59 % | 17,69 % | 08,71 % | n.k.   |
| X.     | 15,92 % | 47,87 % | 08,14 % | 18,82 % | 09,24 % | n.k.   |
| XI.    | 09,55 % | 54,13 % | 08,08 % | 20,36 % | 07,88 % | n.k.   |
| XII.   | 20,83 % | 45,05 % | 08,49 % | 16,57 % | 09,06 % | n.k.   |
| XIII.  | 25,43 % | 36,63 % | 09,63 % | 10,62 % | 11,81 % | 5,88 % |
| XIV.   | 25,72 % | 35,70 % | 10,62 % | 13,15 % | 14,81 % | n.k.   |
| XV.    | 30,77 % | 34,66 % | 10,53 % | 08,66 % | 15,38 % | n.k.   |
| XVI.   | 29,84 % | 37,76 % | 09,27 % | 08,83 % | 14,31 % | n.k.   |
| XVII.  | 28,95 % | 35,47 % | 09,12 % | 08,62 % | 17,85 % | n.k.   |
| Gesamt | 21,88 % | 39,40 % | 10,96 % | 16,02 % | 11,51 % | 0,23 % |

| Bezirk | SPÖ | ÖVP | KPÖ | GRÜNE | FPÖ |
| ------ | --- | --- | --- | ----- | --- |
| I.     | 1   | 4   | 1   | 1     | 0   |
| II.    | 1   | 4   | 1   | 2     | 0   |
| III.   | 2   | 6   | 1   | 3     | 1   |
| IV.    | 5   | 4   | 2   | 2     | 2   |
| V.     | 4   | 5   | 2   | 2     | 2   |
| VI.    | 4   | 6   | 2   | 3     | 2   |
| VII.   | 3   | 4   | 0   | 0     | 1   |
| VIII.  | 1   | 5   | 1   | 2     | 0   |
| IX.    | 1   | 5   | 0   | 1     | 0   |
| X.     | 1   | 5   | 0   | 1     | 0   |
| XI.    | 0   | 5   | 0   | 2     | 0   |
| XII.   | 2   | 5   | 1   | 2     | 1   |
| XIII.  | 2   | 3   | 0   | 1     | 1   |
| XIV.   | 3   | 4   | 1   | 1     | 2   |
| XV.    | 3   | 3   | 1   | 0     | 1   |
| XVI.   | 3   | 4   | 0   | 0     | 1   |
| XVII.  | 3   | 3   | 0   | 0     | 1   |
| Gesamt | 39  | 75  | 13  | 23    | 15  |

### Vorzugsstimmen
Für die Kandidaten der Grazer Gemeinderats- und Bezirksvertretungswahlen wurden 2008 insgesamt 18.805 Vorzugsstimmen vergeben. Kandidaten der ÖVP erhielten dabei 11.775 Stimmen (62,6 Prozent), der SPÖ 2.365 Stimmen (12,6 Prozent), der Grünen 1.695 Stimmen (9,0 Prozent), der KPÖ 1.077 Stimmen (5,7 Prozent), der FPÖ 1.235 Stimmen (6,6 Prozent) und des BZÖ 639 Stimmen (3,4 Prozent). Die höchste Anzahl an Vorzugsstimmen erhielt der amtierende Bürgermeister Siegfried Nagl, gefolgt von den Spitzenkandidatinnen der kleineren Parteien, Susanne Winter (FPÖ), Lisa Rücker (GRÜNE) und Elke Kahr (KPÖ). Vizebürgermeister Walter Ferk (SPÖ) landete bei den Vorzugsstimmen nur auf dem sechsten Platz. Die hohe Beteiligung der ÖVP-Wähler bei der Vergabe von Vorzugsstimmen war auf das von der ÖVP eingeführte, innerparteiliche Vorzugsstimmenmodell zurückzuführen. Dabei hatten aus mobilisierungstaktischen Gründen nur die Regierungsmitglieder ein fixes Mandat zugesichert bekommen. Alle anderen Gemeinderäte mussten sich ihren Listenplatz durch Vorzugsstimmen sichern. Die hohe Anzahl an abgegebenen Vorzugsstimmen für die Mandatare der ÖVP führte zu acht Vor- bzw. Rückreihungen. Auf der Strecke blieben dadurch die Gesundheits-, Finanz- und Sozialsprecher des ÖVP-Klubs sowie der Pressesprecher des Bürgermeisters, Thomas Rajakovics. Da vier der acht Rückgereihten Frauen waren, verschlechterte sich die Frauenquote im ÖVP-Klub stark auf 4:23. Ein identes Vorzugsstimmenmodell wurde vom BZÖ eingeführt. Dies hatte zur Auswirkung, dass Georg Schröck statt der Listenzweiten Brigitte Fischer in den Gemeinderat einzog.
| Platz | Partei | Name                       | Stimmen |
| ----- | ------ | -------------------------- | ------- |
| 1.    | ÖVP    | Siegfried Nagl             | 2431    |
| 2.    | FPÖ    | Susanne Winter             | 0899    |
| 3.    | GRÜNE  | Elisabeth Rücker           | 0880    |
| 4.    | KPÖ    | Elke Kahr                  | 0841    |
| 5.    | ÖVP    | Kurt Hohensinner           | 0836    |
| 6.    | SPÖ    | Walter Ferk                | 0798    |
| 7.    | SPÖ    | Soleiman Ali               | 0658    |
| 8.    | ÖVP    | Bernhard Hofmann-Wellenhof | 0551    |
| 9.    | ÖVP    | Gerda Gesek                | 0402    |
| 10.   | BZÖ    | Gerald Grosz               | 0386    |

### Migrantenbeirat
Für die Wahlen zum MigrantInnenbeirat waren 2008 19.007 Personen wahlberechtigt. Von ihrem Wahlrecht machten 2.126 Wahlberechtigte Gebrauch, was einer Wahlbeteiligung von 11,2 Prozent entspricht. 2003 hatte die Wahlbeteiligung für den Ausländerbeirat 14,3 Prozent betragen. Bei den Wahlen 2008 verteilten sich die abgegebenen Stimmen folgendermaßen:
| Liste                             | Stimmen | Prozent | Mandate |
| --------------------------------- | ------- | ------- | ------- |
| Gesamt                            | 2126    |         |         |
| Ungültig                          | 032     |         |         |
| Gültig                            | 2094    |         |         |
| Allgemeine Albanische Liste       | 0142    | 06,8 %  | 0       |
| Allgemeine Kroatische Europaliste | 0394    | 18,8 %  | 2       |
| Serbische Liste                   | 074     | 03,5 %  | 0       |
| Afrikanische Liste                | 0269    | 12,8 %  | 1       |
| Muslimische Vielfalt              | 0561    | 26,8 %  | 3       |
| Kurdische Liste für Demokratie    | 0442    | 21,1 %  | 3       |
| Liste Interkultureller Frauen     | 0102    | 04,9 %  | 0       |
| Christliche Liste                 | 0110    | 05,3 %  | 0       |

## Rezeption des Wahlergebnisses
In der österreichischen Presse wurde das Grazer Wahlergebnis ausführlich analysiert. Im Zentrum der Kommentare stand auf Grund der umstrittenen Aussagen von Susanne Winter das Abschneiden der FPÖ. Auf Grund des geringer als erwartet ausgefallenen Stimmenzuwachses wurde das Ergebnis der FPÖ zwar als „Kehrtwende“, insbesondere aber als „Enttäuschung“ für die FPÖ interpretiert, da sie ihr Potenzial bei weitem nicht ausschöpfen konnte. So hatte die FPÖ 1998 in Graz rund 27 Prozent erreicht und war in den Umfragen deutlich höher gelegen. Der „Kurier“ folgerte aus dem Ergebnis, dass die „islamfeindlichen Aussagen [der FPÖ] mehr geschadet als genützt“ hätten, und sich die FPÖ-Spitzenkandidaten von Niederösterreich und Tirol bei den folgenden Landtagswahlen mit der Kritik am Islam mehr zurückhalten würden.
Vom geringeren Wahlerfolg der FPÖ profitierte vor allem das BZÖ, dass sich als weniger radikale „rechts-konservative Alternative“ positionieren konnte. Zudem profitierte das BZÖ von einer fehlenden Eingangsgrenze (z. B. vier oder fünf Prozent), die potentielle Wähler hätte abschrecken können. Von den islamfeindlichen Aussagen der FPÖ profitierten auch die Grünen, die durch ihre klare Abgrenzung von der FPÖ ihre Wähler mobilisieren konnten und mit dem Thema „Feinstaub“ punkteten.
Neben dem Wahlsieg der Grünen wurde auch das Abschneiden der ÖVP unter Bürgermeister Nagl als Erfolg gewertet, wobei Nagl von seinem „ausländerkritischen“, jedoch nicht aggressiven Wahlkampfstil profitiert habe. Daher äußerten sich ÖVP-Wahlstrategen nach der Wahl positiv, auch bei den Landtagswahlen in Niederösterreich und Tirol auf das Ausländer- und Sicherheitsthema zu setzen. Insgesamt wurde dem Wahlausgang keine bundespolitischen Auswirkungen attestiert, da das schlechte Abschneiden der SPÖ auf strukturelle und personelle Probleme der SPÖ zurückzuführen sei.

## Auswirkungen
Nach der schweren Niederlage der SPÖ trat Vizebürgermeister Walter Ferk noch am Wahltag von seinen Ämtern zurück. Bereits am Montag nach der Wahl wurde Wolfgang Riedler von Vorstand und Präsidium zum
geschäftsführenden Parteivorsitzenden der Grazer SPÖ gewählt.
Bürgermeister Siegfried Nagl kündigte nach der Wahl an, mit SPÖ und Grünen über eine Koalition zu verhandeln. Beide Parteien signalisierten Gesprächsbereitschaft. Da die ÖVP mit SPÖ und Grünen parallel verhandelte, brach die SPÖ die Koalitionsverhandlungen am 6. Februar ab, da sie für derartige Parallel-Verhandlungen nicht zur Verfügung stehen wollte. Vielmehr hätte sich die ÖVP, nach Auffassung der SPÖ, mit beiden Parteien an einen Verhandlungstisch setzen sollen, um eine Dreierkoalition zu vereinbaren. Die ÖVP setzte in der Folge die Koalitionsverhandlungen mit den Grünen fort und handelte bis Anfang März ein Koalitionsabkommen aus. Die Zustimmung der Parteigremien erfolgte am 3. März (ÖVP einstimmig, Grüne mit 26 zu 4 Stimmen).
Inhaltlich konzentriert sich der Koalitionsvertrag auf den Ausbau der Kinderbetreuung, die Förderung der Integration, die Forcierung der sanften Mobilität (zu Fuß gehen, Radfahren und öffentliche Verkehrsmittel) uns sieht kein Bettelverbot vor. Die Einhaltung des Koalitionsvertrags wird vom Koalitionsausschuss überwacht. Bei Uneinigkeiten kann nach zweimaliger Behandlung des Themas im Koalitionsausschuss auch eine Beschlussfassung im koalitionsfreien Raum angestrebt werden. Während die ÖVP die Ressorts Personal, Integration, Wirtschaft, Katastrophenschutz, Finanzen, Liegenschaften, Sport, Jugend, Bildung, Kindergärten und Stadtentwicklung übernahm, erhielt Rücker als Stadträtin das Umweltressort sowie die Themenbereiche Wirtschaftsbetriebe und Verkehr. Der SPÖ wurden die Ressorts Kultur, Gesundheit, Soziales und Frauen zugewiesen, die KPÖ erhielt wie bisher den Bereich Wohnen. FPÖ Stadträtin Winter wurden die Ressorts Geriatrie und Bürgeramt überlassen.